# Estivella (kommunhuvudort)
Estivella är en kommunhuvudort i Spanien.   Den ligger i provinsen Província de València och regionen Valencia, i den östra delen av landet, 300 km öster om huvudstaden Madrid. Estivella ligger 119 meter över havet och antalet invånare är 1 164.
Terrängen runt Estivella är huvudsakligen kuperad, men åt sydost är den platt.Runt Estivella är det tätbefolkat, med 331 invånare per kvadratkilometer. Närmaste större samhälle är Sagunto, 8,0 km sydost om Estivella. 